# Les Nuits blanches du facteur
Pour plus de détails, voir Fiche technique et Distribution.
Les Nuits blanches du facteur (en russe : Белые ночи почтальона Алексея Тряпицына, Belye nochi pochtalona Alekseya Tryapitsyna, littéralement « Les Nuits blanches du facteur Alexei Tryapitsyne ») est un film russe coécrit, produit et réalisé par Andreï Kontchalovski, et sorti en 2014.
Le film est présenté en sélection officielle au festival international du film de Venise en 2014 où Kontchalovski reçoit le Lion d'argent du meilleur réalisateur,.

## Synopsis
Dans le village reculé de Verchinino (et d'autres villages) de l'Oblast d'Arkhangelsk sur les rives du lac Kenozero, le facteur est le seul lien entre les habitants et le monde extérieur. Ce lac Kenozero se situe dans le parc national de Kenozero, situé à 120 km à l'est du lac Onega.

## Fiche technique
- Titre : Les Nuits blanches du facteur
- Titre original : Белые ночи почтальона Алексея Тряпицына, Belye nochi pochtalona Alekseya Tryapitsyna
- Titre international : The Postman's White Nights
- Réalisation : Andreï Kontchalovsky
- Scénario : Andreï Kontchalovsky et Elena Kiseleva
- Production : Andreï Konchalovsky
- Société de production : Production Center of Andreï Kontchalovski
- Photographie : Aleksandr Simonov
- Montage : Sergei Taraskin
- Musique : Eduard Artemyev
- Pays d'origine : Russie
- Genre : Drame
- Langue : russe
- Durée : 100 minutes
- Dates de sortie :
  -  Italie : 5 septembre 2014 (Mostra de Venise 2014)
  -  France : 15 juillet 2015

## Distribution
- Alexeï Triapitsyne : le facteur Alexei Tryapitsyne
- Irina Ermolova : Irina
- Timur Bondarenko : Timur

## Distinctions
- Mostra de Venise 2014 : Lion d'argent du meilleur réalisateur pour Andreï Kontchalovski

### Sélections
- Festival international du film de Venise 2014 : sélection officielle (en lice pour le Lion d'or)
- Le film a été présenté dans de nombreux festivals (Russie, USA, Chine, Australie, Allemagne, France, etc.[4]).